# Army Times
Die Army Times ist eine kommerzielle militärische Wochenzeitung aus den Vereinigten Staaten von Amerika. Sie erscheint seit 1940.
Zielgruppe sind aktive Soldaten, Reservisten und Pensionäre der United States Army und der Nationalgarde der Vereinigten Staaten sowie deren Angehörige sind. Im Mittelpunkt der Berichterstattung stehen Artikel zu Laufbahn, Gemeinschaft und Lebensführung der Soldaten sowie Hintergrundbeilagen zu aktuellen politischen Themen.
Herausgeber ist die Military Times Media Group, eine Abteilung der Army Times Publishing Company, die früher zur Gannett Company gehörte und heute zur Sightline Media Group, die im Besitz des Finanzinvestmentunternehmens Regent ist.